# Етан
Етанът е химично съединение, представител на наситените въглеводороди алкани. Молекулата му е изградена от два въглеродни и шест водородни атома. Въглеродните атоми са в sp3 хибридно състояние. Връзките между въглерода и водорода, както и между въглеродните атоми са прости (сигма) връзки.

## Химични свойства
Етанът участва предимно в заместителни реакции.

### Халогениране
C2H6 + Cl2 → C2H5Cl + HCl

C2H6 + Br2 → C2H5Br + HBr

### Горене
2C2H6 + 7O2 → 4CO2 + 6H2O